# Beate Furcht
Beate Christiane Furcht (* 1974 in Jena) ist eine deutsche Theaterschauspielerin.
Furcht absolvierte zunächst von 1995 bis 2001 an der Hochschule für Musik und Theater „Felix Mendelssohn Bartholdy“ in Leipzig eine Ausbildung als Schauspielerin. 2002 erhielt sie ein zweijähriges Festengagement am Theater Plauen-Zwickau und war dort bis 2004 Ensemblemitglied. Sie spielte Haupt- und Nebenrollen am Theater Zwickau. Eine ihrer wichtigen Rollen stellte 2003 die Sabine in einer Bühnenfassung von Sonnenallee nach dem gleichnamigen Film von Leander Haußmann dar. In der Spielzeit 2003/2004 spielte sie am Theater Plauen-Zwickau die Gräfin Orsina in Lessings Trauerspiel Emilia Galotti.
Weitere Bühnenengagements hatte Furcht u. a. am Krystallpalast-Varieté Leipzig (2005; 2008), am Theater Panoptikum in Freiburg im Breisgau (2007; 2008), am Theater Magdeburg (2008) und am Neuen Schauspiel Leipzig (2010). 2008 spielte sie am Krystallpalast-Varieté Leipzig die Titelrolle in einer modernen Version des Märchens Die Schneekönigin. 2008 übernahm sie am Theater Magdeburg die Rolle der Miss Sherman in dem Musical Fame. In der Spielzeit 2010/11 verkörperte sie am Neuen Schauspiel Leipzig die Marie in einer Neufassung von Georg Büchners Schauspiel Woyzeck unter dem Titel Whyzeck. Im März 2012 gab sie am Neuen Schauspiel Leipzig gemeinsam mit der Band Alma de Arrabal ein Konzert als Sängerin mit Tangos und Milongas aus Paris und Buenos Aires, u. a. mit Musik von Tony Muréna, Osvaldo Farrés und Astor Piazzolla. Mit ihrem Tango-Programm gastierte Furcht u. a. im Neuen Schloss in Bad Lobenstein (Mai 2013) und in der Moritzbastei in Leipzig (November 2013). 
Gelegentlich übernahm Furcht auch Film- und Fernsehrollen. So spielte sie 2009 die „finstere, böse Königin“ in dem Märchenfilm Der Teufel mit den drei goldenen Haaren. In der 1. Staffel der Fernsehserie Tierärztin Dr. Mertens (Erstausstrahlung: Oktober 2006–Januar 2007) war sie in einer Episodenrolle als Krankenschwester Beate zu sehen.
Furcht lebt in Leipzig.

## Filmografie
- 2000–2015: In aller Freundschaft (Fernsehserie, 3 Folgen)
- 2000–2016: Tierärztin Dr. Mertens (Fernsehserie, 5 Folgen)
- 2001: Tatort (Fernsehfilmreihe, 1 Folge)
- 2005: Liebes Spiel
- 2006: Die großen Schlachten (Dokuserie, 1 Folge)
- 2007: Ein Fall für Nadja (Fernsehserie, 1 Folge)
- 2009: Der Teufel mit den drei goldenen Haaren (Fernsehfilm)
- 2010: Damals nach der DDR (Dokuserie, 1 Folge)
- 2014: Ein Fall von Liebe (Fernsehfilmreihe, 1 Folge)
- 2014: SOKO Leipzig (Fernsehserie, 1 Folge)
- 2012: Tatort (Fernsehfilmreihe, 1 Folge)
- 2016: Der schwarze Nazi
- 2022: SOKO Wismar (Fernsehserie, 1 Folge)